# Élimination du dioxyde de carbone atmosphérique
Pour un article plus général, voir Séquestration du dioxyde de carbone.

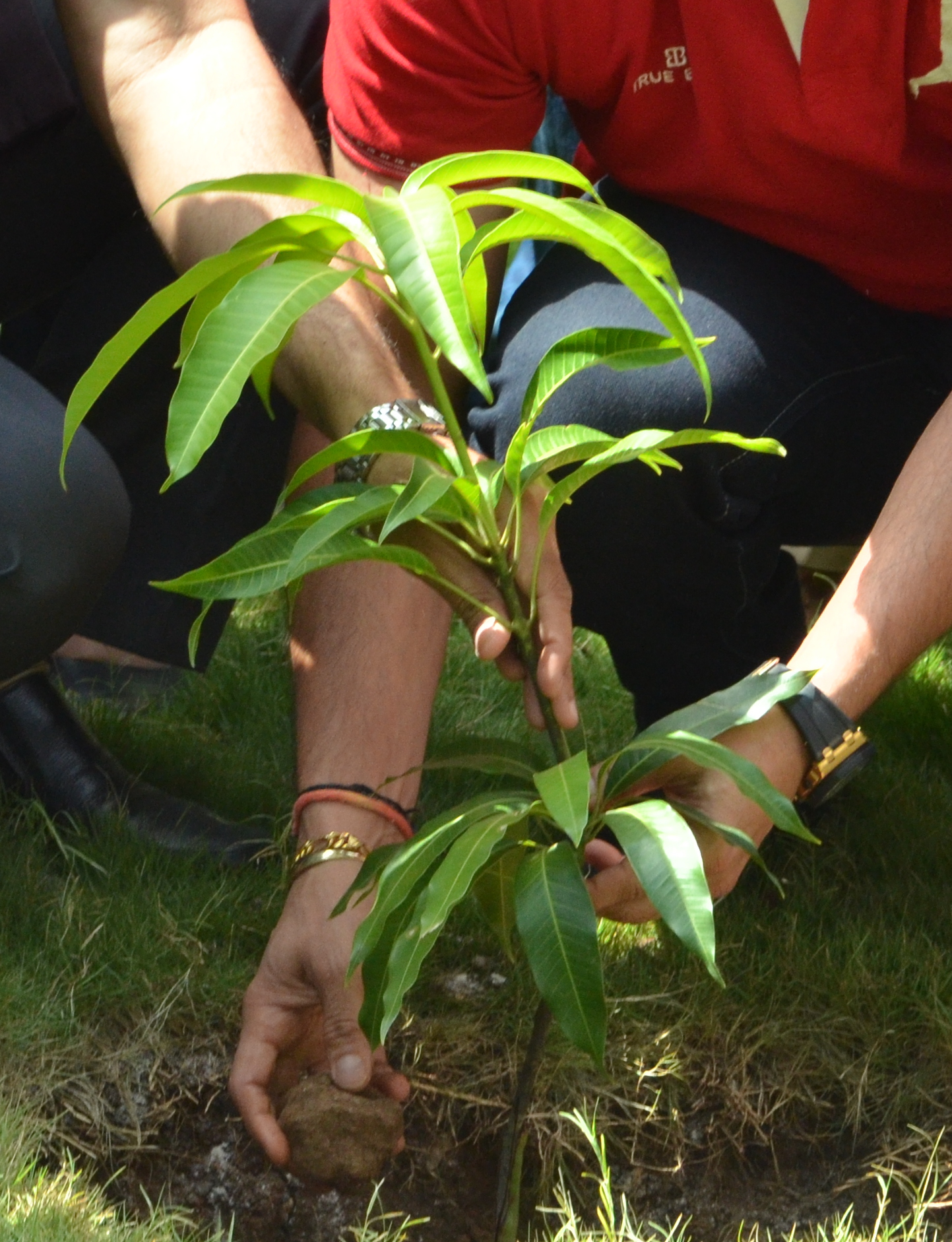
Planter des arbres est un moyen naturel d'éliminer temporairement le dioxyde de carbone de l'atmosphère.

L'élimination du dioxyde de carbone atmosphérique, ou extraction du dioxyde de carbone (EDC), plus connue sous l'expression anglaise carbon dioxide removal (abrégé en CDR), désigne le captage et la séquestration du dioxyde de carbone (CO2) présent dans l'atmosphère par intervention humaine. On parle également d'émissions négatives.
Elle se distingue de la séquestration « naturelle » par le fait qu'elle est la conséquence d'une action volontaire de l'être humain. La CDR peut s'appuyer sur des processus de séquestration biologiques (par exemple dans les sols ou la biosphère, via la reforestation ou le changement de pratiques agricoles) ou bien sur des procédés partiellement ou totalement industriels, tels que le biochar, la bioénergie avec captage et stockage de dioxyde de carbone (BECCS) ou le captage et stockage du dioxyde de carbone de l'air (DACCS),,.
Les émissions négatives sont à différencier des techniques de captage et stockage du dioxyde de carbone (CCS), qui consistent à capturer le CO2 directement à la source d'émission, notamment en sortie d'usine, avant qu'il ne soit rejeté dans l'atmosphère,.
L'élimination du dioxyde de carbone atmosphérique est intégrée aux scénarios du sixième rapport d'évaluation du Groupe d'experts intergouvernemental sur l'évolution du climat (GIEC) visant à respecter les seuils de réchauffement climatique maximums fixés par l'accord de Paris sur le climat. Elle doit notamment servir à compenser les émissions résiduelles qui n'auront pas pu être stoppées afin d'atteindre la neutralité carbone, voire à faire baisser la concentration atmosphérique de CO2 s'il en est retiré plus qu'il n'en est émis,,,.

## Méthodes
Liste de méthodes d'élimination du dioxyde de carbone atmosphérique classées selon leur technology readiness level (TRL). Les premières ont un TRL de 8 à 9 (9 est la valeur maximum, indiquant que la technologie est démontrée). Les dernières ont un TRL de 1 ou 2 indiquant qu'elles ne sont pas démontrées ou n'ont pas dépassé le stade du laboratoire : 
1. Afforestation ou reforestation (TRL 9) ;
2. Fixation du carbone dans les sols (sols cultivés et prairies) ;
3. Restauration des tourbières et des zones humides côtières ;
4. Agroforesterie, gestion durable des forêts ;
5. Biochar (BCR) ;
6. Captage du dioxyde de carbone dans l'air (DACCS), Bioénergie avec captage et stockage de dioxyde de carbone (BECCS) ;
7. Altération forcée (ou météorisation augmentée) ;
8. Carbone bleu ;
9. Fertilisation de l'océan (TRL 1).

### Filmographie
- Capturer le C02 dans l’air : un moyen de refroidir la Terre ?, de Marvin Entholt, Arte, 2022